# 2-デオキシ-D-グルコース
2-デオキシ-D-グルコース（2-Deoxy-D-glucose）は、2-ヒドロキシル基が水素原子に置換されたグルコース分子である。そのため解糖系による代謝を受けない。2-DGはホスホグルコースイソメラーゼを競合的に、ヘキソキナーゼを非競合的に阻害する。ほとんどの細胞において、グルコースヘキソキナーゼは2-デオキシグルコースをリン酸化し、（肝臓および腎臓を除いて）細胞内に2-デオキシグルコース6-リン酸を捕捉する。ゆえに、標識された2-デオキシグコースは組織のグルコース利用とヘキソキナーゼ活性のよいマーカーとなる。多くのがんは、グルコース取り込みおよびヘキソキナーゼレベルが上昇している。トリチウムあるいは炭素14で標識された2-デオキシグルコースは、実験室での動物実験でリガンドとしてよく使用されており、組織切片化とオートラジオグラフィーによって分布を調べることができる。
2-DGがどのようにして細胞の成長を阻害するかは完全には明らかにされていない。解糖系が2-DGによって阻害される事実は、2-DGがなぜ細胞成長を停止させるかを説明するには十分でないように見える。
2-DGは、細胞のグルコーストランスポーターによって取り込まれる。ゆえに、例えば腫瘍細胞のような高いグルコース取り込みを示す細胞は、高い2-DG取り込み能を有している。2-DGは細胞成長を妨げるため、腫瘍治療薬としても使用が提唱されており、実際に臨床試験が行なわれている。最近の臨床試験は、2-DGは63 mg/kg/dayの用量まで許容されるが、この用量で観察された心臓の副作用（Q-T間隔の延長）および患者のがんの大半（66%）が進行した事実は、この試薬のさらなる臨床でに使用の実現可能性について疑問を投げ掛けている。
てんかんの治療法としてのケトン食に関する研究では、この病気における解糖系の役割を調べられてきた。2-デオキシグルコースはケトン食を模倣するものとしてGarriga-Canutらによって提唱されており、新しい抗てんかん薬としての将来性が示されている。また、この著者らは、2-DGは脳由来神経栄養因子 (BDNF) の発現を低下させることによって部分的には機能していることを示唆している。しかし、こういった利用は2-デオキシグルコースがある程度の毒性を示すため困難である。
2-DGは、蛍光in vivoイメージングのための標的光学造影剤として使用されている。医療画像診断（ポジトロン断層法）では、2-デオキシグルコースの2位水素原子の1つが陽電子放出同位体フッ素18で置換されたフルオロデオキシグルコースが使用される。